# Elio Montes
Elio Montes Chávez (Santa Cruz de la Sierra, 12 de noviembre de 1982) es un economista boliviano, con especialidad en finanzas y emprendedor digital. Fue posesionado como gerente general de la Empresa Nacional de Telecomunicaciones S.A. Bolivia el 16 de noviembre de 2019, y destituido en el cargo el 7 de febrero de 2020, durante el gobierno de transición de la presidenta Jeanine Añez. Duró en el cargo un total de 87 días.

## Biografía
Elio Affid Montes Chávez nació en Santa Cruz de la Sierra, Bolivia un 12 de noviembre de 1982,  y obtuvo su título en Economía de la Universidad de Nevada, en Las Vegas, Estados Unidos en 2005.
Asumió la gerencia de Entel el 16 de noviembre de 2019, sugerido por el bloque cívico a la cabeza de Luis Fernando Camacho. Su predecesor fue Mauricio Alberto Altovez Iturri, del gobierno del Movimiento al Socialismo. Montes fue invitado a asumir la Gerencia General de Entel S.A. por su amplia experiencia el rubro telecomunicaciones, previamente habiendo sido Gerente General de Digital TV Cable por más de 10 años. Asimismo, fue previamente fundador del Primer Portal de clasificados de empleos en internet, Curriculum.bo, que fue vendido a Navent, holding de Bumeran.com.
Como director de Entel, una de las primeras medidas públicas fue la denuncia realizada contra la administración de Oscar Coca (2006-2019), por mala administración y daño económico de 1,700 millones de bolivianos. Asimismo, realizó negociaciones en costo de tránsito IP que ahorraron mas 17 millones de dólares americanos en gasto de conectividad a internet en frontera. Montes denunció que Entel S.A. pagaba USD 27 por mega y el anuncio un costo negociado de USD 3.75, ahorrando millones a la empresa estatal para dar un mejor servicio a sus usuarios finales en internet.
La presidenta del Gobierno de transición Jeanine Añez decide postularse como candidata a la Presidencia y lanza su candidatura el 25 de enero de 2020, de igual forma había hecho formal su candidatura Luis Fernando Camacho. Al ser visto como persona cercana del entorno de Camacho, el 7 de febrero de 2020, Montes fue destituido por motivos políticos de su cargo en Entel, después de estar poco más de 80 días a cargo de la empresa estatal de telecomunicaciones. 
El 12 de febrero de 2020 se hicieron públicas las facturas que denotan irregularidades y al día siguiente, armando un supuesto caso de corrupción y Montes abordó un vuelo de BoA y abandona el país. Fue detenido en Miami por temas migratorios, luego de la aclaración fue dejado en libertad en Estados Unidos.